# Ambrosia psilostachya
El cotafiata o estafiate (Ambrosia psilostachya) es una especie de planta herbácea de la familia de las asteráceas. Es nativa de la mayor parte de América del Norte, incluye todo el sur de Canadá, casi la totalidad del territorio continental de Estados Unidos y la mitad norte de México. 

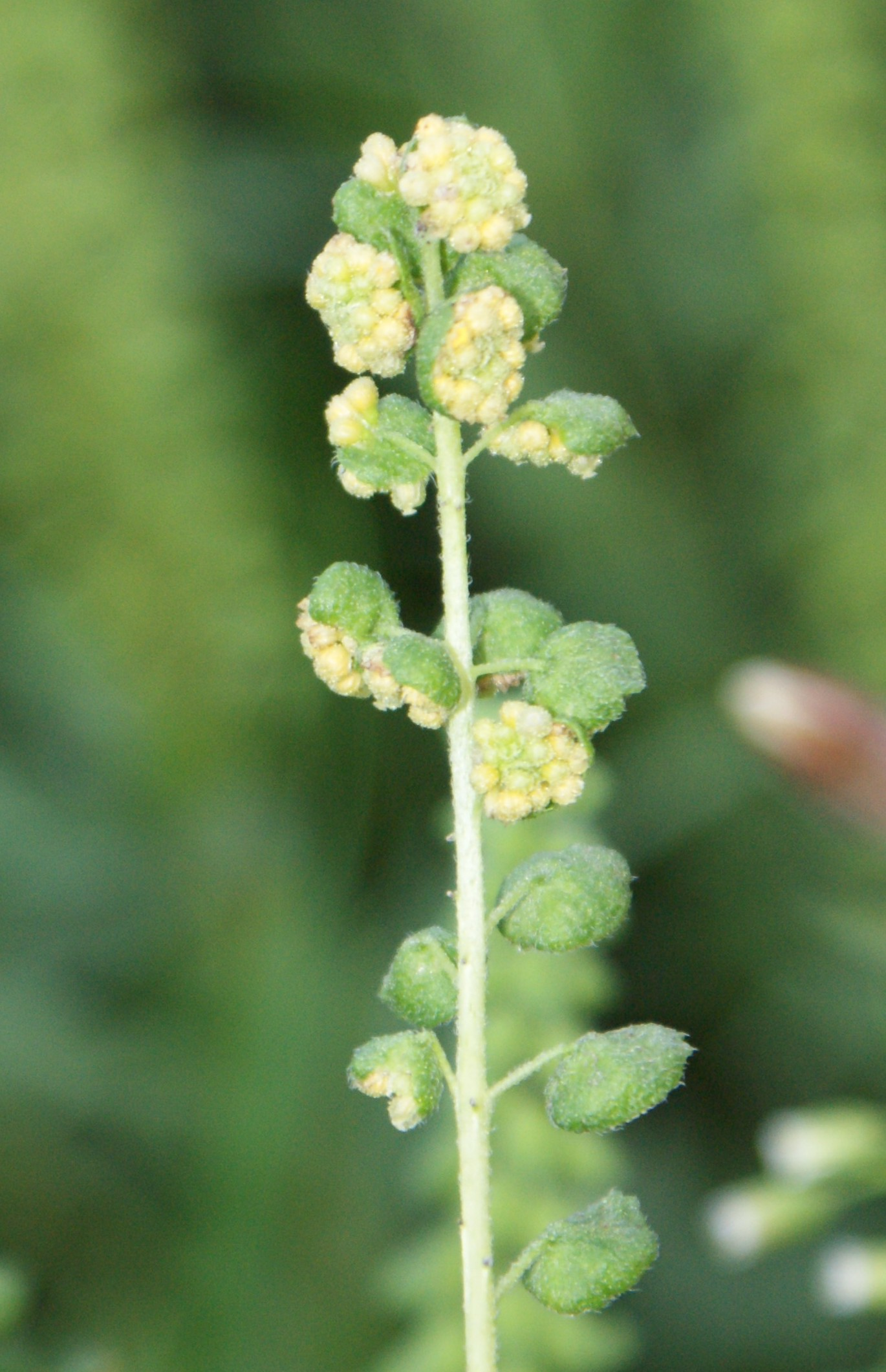
Inflorescencia

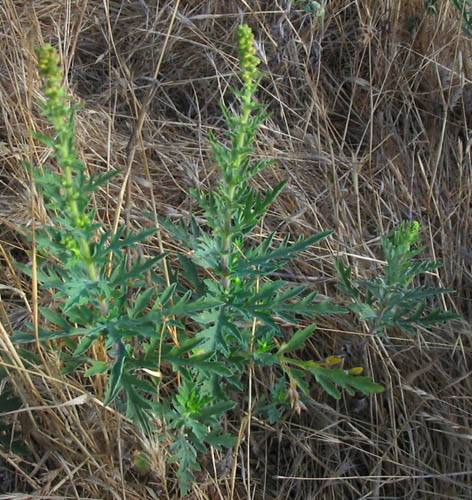
En su hábitat

## Descripción
Es una hierba perenne que crece erguida en delgados tallos, puede alcanzar hasta dos metros de altura, pero más a menudo no pasa de un metro. Las hojas son de hasta 12 centímetros de largo y varían en forma desde forma de lanza a casi oval, y se dividen en muchos lóbulos estrechos y alargados. El tallo y las hojas son tomentosas. La parte superior del vástago está ocupado por una inflorescencia que es generalmente una espiga. La especie es monoica, y la inflorescencia está compuesta por cabezas de flores estaminadas (masculino) y con flores pistiladas que se encuentran a continuación en las axilas de las hojas. Florece de junio a noviembre. 
Las cabezas pistiladas producen el fruto que es un aquenio de forma ovalada de color marrón verdoso de alrededor de medio centímetro de largo. Las semillas, parecidas a cadillos, son peludas y espinosas a veces. La planta se reproduce por semilla y por brotes de un rizoma reptante. 

## Hábitat
Es una planta común en muchos tipos de hábitats, incluyendo las áreas perturbadas, como caminos. En Eurasia es una especie introducida. 

## Propiedades
El uso más común que se hace de esta planta es para aliviar el dolor de estómago, en Baja California y Durango, se prepara un té con las hojas y el tallo de esta planta, sola o con hierbabuena (Mentha piperita), y se toma dos o tres veces al día; si se trata de niños, entonces la planta se refriega en agua y se administra fría. En Durango, se usa para tratar otros padecimientos como las agridez y acidez, en cuyo caso las hojas se combinan con estafiate (Artemisia ludoviciana), se prepara una infusión y se bebe. En caso de vómito, las hojas se mastican con sal. En Baja California para expulsar la placenta, se prescribe una decocción con las hojas y el tallo, y se da de beber a la parturienta antes del alumbramiento.
Además, se la emplea contra la indigestión y las amebas.
Química
De la planta completa se han aislado los sesquiterpenos ambrosiol, coronopilíl, cumanín, su acetato y diacetato, 3-hidroxi-ñdamsín, parthenín, peruvín, peruvinín, psilostaquín y los compuestos B y C. En las hojas se ha encontrado el componente azufrado tiarubina A.
Farmacología
El extracto etanólico de la planta completa presentó actividad antimicrobiana contra Staphylococcus aureus, Bacillus subtilis y Streptococcus faecalis.

## Taxonomía
Ambrosia psilostachya fue descrita por A. P. de Candolle y publicado en Prodromus Systematis Naturalis Regni Vegetabilis 5: 526, en 1836.
Etimología
Ver: Ambrosia
psilostachya: epíteto
Sinonimia
- Ambrosia artemisiifolia var. trinitensis Griseb.
- Ambrosia californica Rydb.
- Ambrosia coronopifolia Torr. & A.Gray
- Ambrosia hispida Torr.
- Ambrosia lindheimeriana Scheele
- Ambrosia peruviana DC.
- Ambrosia psilostachya var. californica (Rydb.) S.F.Blake
- Ambrosia psilostachya var. coronopifolia (Torr. & A.Gray) Farw.
- Ambrosia psilostachya var. lindheimeriana (Scheele) Blank.
- Ambrosia rugelii Rydb.[3]